# Mars Incorporated
|  | For andre betydninger af ordet Mars, se Mars. |
Mars Incorporated en verdenskendt fabrikant af konfekture, dyremad og andre fødevarer. I 2015 omsatte Mars Incorporated for 33 milliarder amerikanske dollars, og er af Forbes rangeret som det sjette største private firma i USA. Koncernen blev startet i 1911 og har sit hovedkvarter i McLean, Virginia i USA.
28. april 2008 meddeltes, at firmaet for 23 mia $ overtager tyggegummifirmaet Wrigleys. Herefter vil Mars Inc. overhale britiske Cadbury Schweppes som verdens største konfektureproducent. Selskabet er kendt for at producere kattemaden Whiskas, hundemaden Pedigree, samt Uncle Ben's. Selskabet er ejet af Mars-familien hvilket gører det til et af USAs største familieejede virksomheder.

## Mars Limited
Mars Limited er navnet på den britiske gren af Mars, Inc. Selskabet har hovedkvarter i Slough i England. Mars Limited producerer nogle chokoladebarer som ikke produceres i Mars, Inc. (blandt andet Maltesers og Tunes).
Chokoladen som i USA sælges som Milky Way Sælges i Europa som Mars. Den europæiske Milky Way, sælges i USA som 3 Musketeers. Chokoladen som tidligere hed Mars i USA, er nu omdøbt til Snickers Almond Bar, og sælges ikke i Europa.

## Masterfoods
Masterfoods Incorporated er ejer af mange kendte brands.
- Bounty
- Celebrations
- Dove Chocolate
- Galaxy
- Kudos
- Lockets
- M-Azing
- Maltesers
- M&M's
- Mars (chokolade)
- Mars Delight
- Milky Way
- Skittles
- Snickers
- Starburst
- 3 Musketeers
- Topic
- Twix
- Snicker's Marathon Energy Bar

## Eksterne referencer
1. ↑  "Mars buying gum maker Wrigley with financing from Buffett". Arkiveret fra originalen 1. maj 2008. Hentet 11. februar 2022.